# Junior Caldera
Junior Caldera é um DJ e produtor francês.

## História
Após sua mudança para a música eletrônica em 2002, Caldeira foi dada uma residência no D! Club, em Lausanne, e em 2003 ganhou um concurso de mixagem e foi atribuído a oportunidade de se aquecer para David Guetta. Mais tarde, mudou-se para música eletrônica e, em 2007, sua música "Sexy" tornou-se popular em muitos clubes franceses, alcançando o top 5 dos franceses Club Charts. Após esse sucesso, Caldera foi convidado para remixar músicas de diversos artistas notáveis, incluindo as Pussycat Dolls, Enrique Iglesias, Paulina Rubio e Paul Van Dyk.
Caldera continuou a trabalhar em sua carreira solo, e em 18 de maio de 2009 ele lançou seu primeiro álbum de estúdio, de estréia, que alcançou uma posição de pico de # 193 no gráfico de álbuns franceses. O álbum contou com um convidado de desempenho de Sophie Ellis- . Bextor  Até o momento, Caldera lançou três singles oficiais; "Feel It" foi lançado em fevereiro de 2008, mas falhou ao gráfico, e "Sleeping Satellite" (um remix da faixa de casa Archer Tasmin) foi trazida para fora em 15 de Setembro 2008 e atingiu um respeitável # 37 na parada de singles francês, permanecendo nas paradas por 12 semanas.
Sua maior gráficos única medida é "Can't Fight This Feeling", com Sophie Ellis-Bextor, que conseguiu uma posição de pico de # 13 na França e foi no gráfico por 17 semanas consecutivas. Também foi um grande sucesso na Rússia, onde ele liderou as paradas, e foi um sucesso mundial na cena do clube. Este ano, ele fez um remix da música "Live Your Dreams". Esta música é uma colaboração de Soraya (um cantor popular espanhol), com o muito famoso DJ francês Antoine Clamaran. A música foi muito bem sucedido e tem estado na lista de mais de 14 países, também. A trilha original (chamado de 'Radio Edit') será incluída no álbum novo Soraya, "Dreamer", à venda 28 de setembro.

## Discografia

### Álbum
Debut (2009)

### Singles
- "Feel It" (2008)
- "Sleeping Satellite" (2008)
- "The Way" (2009)
- "What You Get" (2009)
- "Algo De Ti" feat. Paulina Rubio (2010)
- "Can't Fight this Feeling" feat. Sophie Ellis-Bextor (2010)
- "A Little Bit More" feat. Keely Pressly (2010)
- "Lights Out (Go Crazy)" feat. Natalia Kills & Far East Movement - (2012)